# Własiwka (obwód charkowski)
Własiwka (ukr. Власівка) – wieś na Ukrainie, w obwodzie charkowskim, w rejonie krasnohradzkim. W 2001 liczyła 662 mieszkańców, wśród których 632 wskazało jako ojczysty język ukraiński, 23 rosyjski, 2 białoruski, a 5 ormiański.